# Kongregacja Zwiastowania
Kongregacja Zwiastowania Najświętszej Maryi Pannie – jedna z 20 kongregacji zakonu benedyktynów należących do Konfederacji Benedyktyńskiej. Zrzesza klasztory oparte na regule św. Benedykta. Założona w 1920 roku jako Kongregacja Belgijska, zrzesza obecnie ponad 30 klasztorów męskich i żeńskich w Europie, Afryce, Azji oraz w obu Amerykach, w tym męskie klasztory benedyktyńskie w Polsce. Opatem prezesem kongregacji jest od 2018 r. o. Maksymilian Nawara z opactwa w Lubiniu.

## Ustrój
Podobnie jak inne kongregacje Kongregacja Zwiastowania stanowi w myśl prawa kanonicznego zakon z własnymi ustawami, którego przełożonym generalnym jest opat prezes. Przełożony domu niezależnego (opat lub przeor konwentualny) jest wyższym przełożonym zakonnym, którego stanowisko odpowiada godności prowincjała w innych zakonach. Władza opata prezesa jest bardzo ograniczona i tylko w wyjątkowych sytuacjach może zastąpić miejscowego opata lub przeora konwentualnego. Kongregacja jest zatem dość luźną federacją powołaną w celu wzajemnego wsparcia i ogólnego nadzoru życia monastycznego. Główną funkcją opata prezesa jest organizowanie regularnych wizytacji kanonicznych, które odbywają się co 4 lata. Podobnie kapituła generalna kongregacji zbiera się co cztery lata. Kadencja opata prezesa jest ośmioletnia. 

## Historia
W 1920 roku belgijska Kongregacja Zwiastowania została założona przez trzy opactwa: św. Andrzeja w Brugii, Keizersberg w Leuven i opactwo w Maredsous. Opactwa te łączyło wspólne pochodzenie od opactwa Beuron i pierwotna przynależność do kongregacji beurońskiej. Opaci wymienionych klasztorów: Theodore Neve, Robert de Kerchove i Columba Marmion, postanowili wystąpić z macierzystej kongregacji i utworzyć nowe zgromadzenie.
Celem nowo powstałej kongregacji miało być ożywienie ducha misyjnego wzorem świętego Bonifacego i innych misjonarzy benedyktyńskich. Mnisi z opactwa św. Andrzeja w Brugii otworzyli misje na obszarze Konga Belgijskiego. W 1929 r. założyli przeorat św. Andrzeja w Chinach (istniejący do 1953 r.). Z kolei założone przez o. Marmiona irlandzkie opactwo Glenstal prowadziło działalność misyjną w Nigerii. Po II wojnie światowej belgijscy benedyktyni założyli domy zakonne m.in. w USA, Peru i w Indiach. Do kongregacji belgijskiej dołączyły także istniejące wcześniej klasztory wraz ze swoimi fundacjami.

## Członkowie
Opactwa i domy zakonne należące do Kongregacji Zwiastowania NMP:
| Nazwa                                                                           | Lokalizacja                                                                         | Data założenia | Grafika | Uwagi |
| ------------------------------------------------------------------------------- | ----------------------------------------------------------------------------------- | -------------- | ------- | --- |
| Dom zakonny w Huambo                                                            | Angola, Huambo                                                                      |                |         | podlega portugalskiemu opactwu Singeverga |
| Klasztor w Luena                                                                | Angola, Luena                                                                       |                |         | przeorat, podlega portugalskiemu opactwu Singeverga |
| Opactwo św. Andrzeja w Brugii                                                   | Belgia, Brugia, Sint-Andries, Zevenkerken 4                                         | 1100, 1899     |         | założyciel; 40 zakonników, 33 oblatów |
| Opactwo Keizersberg                                                             | Belgia, Leuven                                                                      | 1888           |         | założyciel |
| Opactwo Maredsous                                                               | Belgia, prowincja Namur, arrondissement Dinant, gmina Anhée, Denée, Maredsous       | 1872           |         | założyciel |
| Opactwo Maredret                                                                | Belgia, prowincja Namur, arrondissement Dinant, gmina Anhée, Maredret               | 1893           |         | - |
| Klasztor De Wijngaard w Brugii                                                  | Belgia, Brugia, Oud Begijnhof 30                                                    |                |         | przeorat; zakonnice |
| Przeorat benedyktynek Notre-Dame w Ermeton-sur-Biert                            | Belgia, prowincja Namur, arrondissement Namur, gmina Mettet, Ermeton-sur-Biert      | 1936           |         | 20 mniszek, 20 oblatek świeckich |
| Opactwo Paix-Notre-Dame                                                         | Belgia, Liège                                                                       | 1872           |         | zakonnice |
| Klasztor de l'Annonciation (Zwiastowania) w Liège                               | Belgia, Liège                                                                       |                |         | przeorat; zakonnice |
| Klasztor Notre-Dame d'Hurtebise                                                 | Belgia, prowincja Luksemburg, arrondissement Neufchâteau, Saint-Hubert              | 1935           |         | przeorat; 17 sióstr |
| Klasztor Saint-André de Clerlande                                               | Belgia, Ottignies-Louvain-la-Neuve                                                  | 1970           |         | przeorat; 25 mnichów, 18 oblatów świeckich |
| Klasztor Saint-Remacle de Wavreumont                                            | Belgia, prowincja Liège, arrondissement Verviers, gmina Stavelot, Wavreumont        | 1950           |         | przeorat; 20 mnichów |
| Klasztor Saint-Benoît d'Étiolles                                                | Francja, Étiolles                                                                   | 1988           |         | przeorat ustanowiony w miejscu dawnego konwentu dominikanów |
| Dom zakonny w Mora Camp                                                         | Gujana, Mora Camp, Mazaruni River · c/o Catholic Church, Bartica, Essequibo River   |                |         | 3 zakonników |
| Opactwo św. Adelberta w Egmond (Sint-Adelbertabdij)                             | Holandia, Holandia Północna, gmina Bergen, Egmond-Binnen                            | 920-925, 1935  |         | 13 mnichów |
| Opactwo św. Tomasza w Kappadu                                                   | Indie, Kerala, dystrykt Kottayam, taluk Kanjirappally, Kappadu                      | 1988           |         | pierwszy klasztor benedyktyński obrządku syromalabarskiego, założony przez mnichów z klasztoru Asirvanam; posiada 5 niewielkich klasztorów – córek o charakterze domów formacyjnych, jeszcze kanonicznie nieustanowionych: w Vazhaveedu koło Anakkara (Kerala, dystrykt Idukki), Maryland (dystrykt Kottayam), Karivedakam (Kerala, dystrykt Kasargod), Mandapam (dystrykt Kasargod) oraz w Elamdesam (Kerala, dystrykt Idukki) |
| Dom zakonny w Tamilnadu                                                         | Indie, Tamilnadu, dystrykt Theni, K.M. Patty, Punuitha Thomiyar Malai               |                |         | podlega opactwu św. Tomasza w Kappadu |
| Klasztor Asirvanam                                                              | Indie, Bangalore, Kumbalgodu Post, Anchepalya                                       | 1952           |         | pierwszy klasztor benedyktyński w Indiach, założony przez założony przez mnichów z belgijskiego opactwa św. Andrzeja; wspólnota 50 osób na różnym stopniu formacji zakonnej; posiada klasztory – córki: w Eluru, Passukadavu (Kerala, dystrykt Kozhikode) oraz w Sivaganga |
| Opactwo Glenstal                                                                | Irlandia, hrabstwo Limerick, Murroe                                                 | 1927           |         | 37 zakonników, oblaci świeccy |
| Opactwo Dormitio w Jerozolimie                                                  | Izrael, Jerozolima, góra Syjon                                                      | 1906           |         | 16 mnichów |
| Klasztor Tabgha                                                                 | Izrael, Tabga, nad jeziorem Genezaret                                               | 1939           |         | przeorat podlegający opactwu Dormitio w Jerozolimie, od 1994 przeor sprawuje opiekę nad mieszkającymi w pobliżu benedyktynkami filipińskimi |
| Klasztor Mambré                                                                 | Demokratyczna Republika Konga, Kinshasa, Ngombe-Lutendele                           |                |         | podlega belgijskiemu klasztorowi Saint-André de Clerlande |
| Klasztor Notre-Dame-des-Sources                                                 | Demokratyczna Republika Konga, Kiswishi, 17 km od Lubumbashi                        | 1944           |         | założony przez mnichów z belgijskiego opactwa św. Andrzeja w Brugii, pierwotnie z inną lokalizacją, w Kiswishi od 1964 |
| Opactwo Santa Maria de Guadalupe w Ahuatepec                                    | Meksyk, Morelos, gmina Cuernavaca, Ahuatepec                                        |                |         | zakonnice |
| Opactwo św. Macieja w Trewirze                                                  | Niemcy, Trewir                                                                      | 977            |         | 23 mnichów |
| Klasztor Huysburg                                                               | Niemcy, gmina Huy – góry Huy                                                        | 1080, 1972     |         | niegdyś opactwo, następnie jedyny klasztor benedyktyński w NRD, od 2004 r. przeorat zależny od opactwa św. Macieja w Trewirze |
| Klasztor w Ewu-Ishan                                                            | Nigeria, stan Edo, Ewu-Ishan                                                        |                |         | przeorat |
| Klasztor Zmartwychwstania (Benedictinos Chucuito Monasterio de la Resurreccion) | Peru, region Puno, prowincja Puno, Chucuito, Apartado 295                           | 1955           |         | dom zakonny podlegający belgijskiemu klasztorowi Saint-Remacle de Wavreumont; 11 zakonników |
| Opactwo Benedyktynów w Tyńcu                                                    | Polska, Tyniec (Kraków)                                                             | 1044, 1947     |         | 36 mnichów, 1 oblat świecki |
| Klasztor Zwiastowania NMP w Biskupowie                                          | Polska, Biskupów                                                                    | 1987           |         | pierwotnie podlegał opactwu tynieckiemu, obecnie samodzielny przeorat konwentualny; 8 zakonników |
| Opactwo w Lubiniu                                                               | Polska, Lubiń                                                                       | 1070, 1924     |         | 16 mnichów |
| Opactwo Singeverga                                                              | Portugalia, gmina Santo Tirso, Roriz                                                | 1892           |         | 36 mnichów, 100 oblatów świeckich; opactwu podlegają domy zakonne w Angoli (Huambo, Luena) i Portugalii (Lamego, Lizbona, Porto) |
| Kolegium w Lamego                                                               | Portugalia, Lamego                                                                  |                |         | przeorat, podlega opactwu Singeverga |
| Klasztor w Lizbonie                                                             | Portugalia, Lizbona, Rua da Senhora do Monte 44                                     |                |         | podlega opactwu Singeverga |
| Klasztor w Porto (Mosteiro de S. Bento da Vitoria)                              | Portugalia, Porto                                                                   |                |         | podlega opactwu Singeverga |
| Klasztor Gihindamuyaga                                                          | Rwanda, Butare                                                                      |                |         | podlegał belgijskiemu opactwu Maredsous; od 2018 niezależny, pierwszym przeorem konwentualnym został o. Pierre Canisius Bakurirehe OSB |
| Klasztor Notre Dame de l'Annonciation de Sovu                                   | Rwanda, Butare                                                                      |                |         | przeorat; zakonnice |
| Klasztor Przemienia Pańskiego (Premenenia Pána) w Samporze                      | Słowacja, Sliač, Sampor 50                                                          | 2010           |         | pierwotnie podlegał opactwu tynieckiemu, obecnie samodzielny przeorat konwentualny; 12 zakonników |
| Opactwo św. Andrzeja w Valyermo (St. Andrew's Abbey)                            | Stany Zjednoczone, Kalifornia, hrabstwo Los Angeles, obszar niemunicypalny Valyermo | 1955           |         | klasztor założony przez mnichów z belgijskiego opactwa św. Andrzeja; 24 zakonników, 400 oblatów świeckich |
| Opactwo Our Lady of Exile                                                       | Trynidad i Tobago, Tunapuna, Mount St. Benedict                                     | 1912           |         | w Kongregacji Zwiastowania od 1927 r.; od 1947 r. w randze opactwa |
| Klasztor w Terminillo                                                           | Włochy, pod Monte Terminillo                                                        |                |         | afiliowany; parafia prowadzona przez Bractwo Zakonne Przemienienia |